# Diversidad sexual en Marruecos
Las personas del colectivo LGBT+ en Marruecos se enfrentan a ciertos desafíos legales y sociales no experimentados por otros residentes. La criminalización de las relaciones sexuales consensuales entre personas del mismo sexo se mantuvo en las reformas del código penal en 1963, por otra parte, la diversidad sexual aun es un tema tabú en la sociedad marroquí, que es mayormente conservadora. Por lo tanto, aún persiste la violencia, la discriminación y la persecución de las personas LGBT+ en el país.
Los homosexuales masculinos se ven marcados por la hshuma (‘vergüenza’) y el haram (‘pecado’), en una sociedad en la que la distinción entre gais activos y pasivos sigue siendo muy grande. La homosexualidad femenina, el sihaq, no se menciona en el Corán, pero se mantiene oculta de igual manera, y apenas ha sido tratada o estudiada.

## Historia
Marruecos fue conquistada por Roma en el año 40, convirtiéndose en parte integrante del Imperio romano, aunque su autoridad no se extendió más allá de las ciudades portuarias y las llanuras costeras, dejando el interior a las tribus bereberes. Las ciudades romanas adoptaron el estilo de vida romano, en el que la homosexualidad era más o menos aceptada como una relación de poder y en la que la penetración de esclavos o jóvenes no estaba mal vista, pero en la que un ciudadano que se dejaba penetrar debía soportar el desprecio de sus conciudadanos. La cristianización del Imperio cambió esta situación hacia el siglo III y IV. Aunque el Marruecos romano era pequeño en la época, las leyes romanas contra la homosexualidad también tuvieron allí su aplicación. 
En el 681 los árabes alcanzaron Marruecos, conquistándola y las tribus bereberes se convirtieron al islam. A pesar de la condena expresa de la homosexualidad que existen en el Corán, el Hadiz y la Sunna, el Fiqh y la Sharía, en la sociedad medieval islámica floreció la poesía homoerótica, como muestran los versos de Abu Nuwas. En poemas y prosa se alababa la belleza de muchachos y se expresaba el deseo por ellos, e incluso se dan consejos sexuales. Esta literatura tuvo su momento cumbre en el siglo XII, aunque se puede seguir el rastro hasta el siglo XVI.
A partir de mediados del siglo XIII la sociedad islámica sufrió una transformación que llevó a la decadencia cultural y a un seguimiento más estricto del Corán; las mujeres comenzaron a tener que llevar velo y la homosexualidad era condenada. A esto se unieron las influencias occidentales victorianas en el siglo XIX, que extendieron una moralidad muy estricta e hipócrita.
En el siglo XIX se extendió el turismo homosexual hacia el Magreb, Egipto y Turquía. Tánger se convirtió en una ciudad cosmopolita y libre en los años cincuenta, en la que se movían todo tipo de personas, desde millonarios, contrabandistas y espías, hasta intelectuales y diplomáticos. Paul Bowles escribió sobre sus experiencias en la ciudad en su libro The sheltering sky (1949), lo que atrajo a otros intelectuales como el fotógrafo Cecil Beaton y los escritores Rupert Croft-Cooke, Truman Capote y Gore Vidal, para acabar seduciendo a todos los demás autores importantes pertenecientes a la Generación Beat:
Allen Ginsberg, 
William Burroughs y 
Tennessee Williams.
Esta situación terminó abruptamente en 1956 con la vuelta de la ciudad a Marruecos, aunque el país entero se convirtió entonces en destino preferido de homosexuales ricos o famosos: Roland Barthes,
Julian Beck,
Joe Orton,
Michel Focault,
Yves Saint Laurent,
Francis Bacon o Jean Genet.

## Legislación
El artículo 489 del código penal de Marruecos, introducido el 26 de noviembre de 1962, criminaliza «actos licenciosos o contra natura con un individuo del mismo sexo». Las penas pueden ir de 3 meses a 6 años de prisión y multas de 120 a 1200 dirhams. En general, la policía suele hacer la vista gorda, mientras los homosexuales sean discretos, aunque la situación ha cambiado en los últimos años y las autoridades marroquíes han aumentado la presión sobre la comunidad LGBT. No suele haber juicios por el artículo 489, posiblemente debido a las presiones internacionales que provoca. En cambio, se prefieren las acusaciones de «escándalo público». Según Kifkif, desde la independencia de Marruecos en 1956, más de 5000 homosexuales han pasado por los tribunales por delitos relacionados con el artículo 489, siendo en su mayoría hombres.
Como consecuencia, no existe ningún tipo de protección contra discriminación o abusos para los homosexuales, ni reconocimiento de ningún tipo ni individual, ni para parejas, ni para asociaciones. La ley también ha sido empleada contra turistas y residentes extranjeros.
En 2004 fueron detenidos 43 personas, 30 hombres y 10 mujeres, en Tetuán acusados de «incitar a la depravación y transgredir la moral pública». Se trataba de una fiesta de cumpleaños, en la que los organizadores llamaron a la policía porque jóvenes intentaban colarse sin estar invitados. Los islamistas acusaron a las personas detenidas de querer formar una asociación gay: «Hay grupos que intentan colocar a nuestro país ante la política de los hechos consumados, incrustar y defender a las células de homosexuales a través del griterío». Finalmente las 43 personas fueron liberadas tras 48 horas en el calabozo, por orden del Ministerio de Justicia, sin que esté muy clara la razón.
En 2007 se detuvieron 6 personas en Alcazarquivir, que cumplieron entre cuatro y diez meses de cárcel.
En 2008 fueron 21 personas las detenidas por homosexualidad en Meknes.
Tras una noticia sobre un «matrimonio gay» de la revista Al Michaal de Casablanca en marzo de 2009, las autoridades marroquíes afirmaron «que surgen voces, a través de los medios de comunicación, que intentan hacer la apología de comportamientos innobles que constituyen una provocación para la opinión pública nacional y no tienen en cuenta los valores morales y doctrinales de nuestra sociedad», además de su «firme determinación a hacer frente, en el marco de las leyes en vigor, a todas las actuaciones contrarias a nuestros valores [...] religiosos o morales». Las declaraciones surgen en el ambiente creado tras los disturbios de Alcázarquivir, la aparición de una entrevista con Samir Bargachi, presidente de Kifkif desde 2007, en la revista TelQuel y de unas fotografías del embajador de España en Rabat, Luis Planas, con Bargachi y Paco Ramírez, secretario de la asociación LGBT COLEGAS, que llevó a diversos periódicos marroquíes a acusar a España de injerencia.
En 2014 saltó a los periódicos el caso de un ciudadano británico de 69 años condenado a 4 meses por homosexualidad. Ray Cole, que había conocido a un joven marroquí por Internet y lo visitaba por segunda vez, fue finalmente liberado tras una campaña internacional a su favor, liderada por su hijo, Adrian Cole. De su amigo marroquí no se han tenido más noticias. En 2016 hubo un caso similar con un turista español de 70 años detenido en Marrakech. El español no fue encarcelado y, tras presentarse ante el juez, fue puesto en libertad «con posibilidad de regresar a España cuando lo desee», aunque no está claro si se han presentado cargos. Entre 2013 y 2014 varios hombres han sido condenados por la justicia marroquí; por ejemplo, en mayo de 2013 se condenó a 3 años de cárcel a dos hombres que llevaban 10 años en una relación extramatrimonial; ese mismo mes, dos jóvenes fueron condenados a cuatro meses de cárcel tras haber sido pillados in fraganti en un coche; en mayo de 2014 seis hombres fueron condenados a entre 1 y 3 años de cárcel por «homosexualidad, incitación a la prostitución, embriaguez en público y conducir en estado de embriaguez». En junio de 2015, más de 20 hombres fueron detenidos por homosexualidad en Agadir.

## Aceptación social
La visión de la homosexualidad en Marruecos está íntimamente relacionada con el islam. El nombre de la homosexualidad, liwat, proviene del nombre del Lot bíblico, que pudo huir con sus hijas de la destrucción de Sodoma.
Tanto el Corán como los hadices condenan la homosexualidad. También la sharia, la ley musulmana, considera la homosexualidad un acto punible, aunque no se mencione una pena concreta. Todavía en 2003 el gran ulema de Rabat-Salé declaraba a la prensa que a los gais había que entregarlos al carnicero. En los últimos años los sectores más conservadores han insistido que la homosexualidad es «ajena a las costumbres y tradiciones locales» y la han puesto al mismo nivel que la delincuencia y el terrorismo (ambos «reaccionan con su cuerpo a problemas morales»).
En general el homosexual «activo» es aceptado y considerado viril, en cambio el «pasivo» es considerado femenino y débil. Todos insultos y expresiones que hablan de la homosexualidad se refieren al pasivo, considerado un enfermo o un error de la naturaleza. Por otra parte, el afeminado, es tolerado porque no representa una amenaza a la virilidad de los hombres.
En 2006 un estudiante de Ciencias Económicas de la Universidad de Fez fue sacado de su habitación en el colegio mayor Dar el Mahraz y obligado a ir hasta el campus, donde unos 400 islamistas, entre los que se encontraban miembros de los partidos Partido de la Justicia y del Desarrollo y Justicia y Caridad, lo sometieron a un juicio paralelo. Lo expulsaron del colegio mayor y lo condenaron a que sólo estuviera en el campus el menor tiempo posible, entrando por una puerta trasera. El mayor daño lo produjeron al hacer pública la homosexualidad del alumno, que en consecuencia fue desahuciado por su familia y teme por su puesto de trabajo.
Especialmente grave fue el caso de una mujer transgénero que fue perseguida y violentamente agredida en la calle por una multitud en Fez en julio de 2015. La mujer fue finalmente salvada por la policía, que pudo evacuarla en un coche policial. Otro caso muy grave ocurrió en Beni Mellal, cuando un grupo de hombres irrumpió en una vivienda donde sorprendieron a una pareja gay desnudos en la cama. Los dos hombres fueron brutalmente agredidos y luego, ensangrentados y desnudos, son sacados a la calle para una humillación pública. Ambos casos se han dado a conocer gracias a grabaciones que se han publicado en Internet.

### Homoerotismo
Algunos comportamientos considerados en Occidente como homoeróticos, no son vistos como tales por los marroquíes. El pasear cogidos de la mano, los baños turcos, etc., sobre todo en áreas rurales, no son considerados actos sexuales, sino culturales.

### Disturbios de Alcazarquivir
Uno de los mayores escándalos en relación con la comunidad LGBT se ha dado en Alcazarquivir, una pequeña ciudad 120 km al sur de Tánger, a raíz de un vídeo que circulaba en YouTube y que aparentemente mostraba imágenes de una fiesta privada realizada el 17 de noviembre de 2007.
Parece que se trataba de un ritual tradicional de los gnauas, descendientes de esclavos negros que forman una hermandad sufí; aunque otros afirmaban que se trataba de una boda entre homosexuales.
El 21 de noviembre se produjo una petición de investigación por parte del Partido de la Justicia y el Desarrollo, numerosas asociaciones locales y por el capítulo local de la Asociación Marroquí de Derechos Humanos.
La petición fue publicada en los periódicos y, sobre todo en aquellos de lengua árabe, con títulos y comentarios amarillistas, destacando el columnista Rachid Nini en el periódico Al Massae.
El viernes siguiente, los sermones de las mezquitas soflamaron a los creyentes, provocando disturbios en los que participaron entre 6000 y 13000 personas, algunos con rifles, y que se dirigieron a la casa en la que había tenido lugar la fiesta.
De camino, intentaron saquear una joyería que pertenecía a un hombre que supuestamente apoyaba a los homosexuales.
Entre el 23 y el 25 de noviembre, la policía detuvo a 6 hombres acusados de infringir el artículo 489. El 28 de noviembre, el periódico Atajdid informaba de una «Intifada anti-homosexual en Alcazarquivir». El jueves siguiente se organizó otra manifestación en contra de los homosexuales liderada por el Partido de la Justicia y el Desarrollo a la asistieron unas 1000 personas. Los seis detenidos fueron declarados culpables y condenados a penas de cárcel de entre cuatro y diez meses, a pesar de que la única prueba era el vídeo, en el que no se aprecia ningún tipo de actividad sexual. El juzgado de apelación de Tánger mantuvo las condenas, aunque reduciendo ligeramente las penas.
Los disturbios han tenido como consecuencia que la homosexualidad sea discutida abiertamente por primera vez en el país, llegándose a tratar por primera vez en un programa de la televisión. En enero de 2008, 150 intelectuales, políticos y periodistas marroquíes firmaron un manifiesto en contra de los hechos ocurridos en Alcazarquivir. Entre ellos se encontraban figuras de la talla de Tahar Benjelloun, Abdellatif Laabi, Mohamed Chafik, Fouzia Assouli, el exministro Mohamed el Gahs o Laarbi Messari del partido nacionalista Istiqlal. Los firmantes protestaban por el ataque a las libertades individuales, pero también por la fuerza mostrada por los «integristas».

## Lucha por los derechos civiles

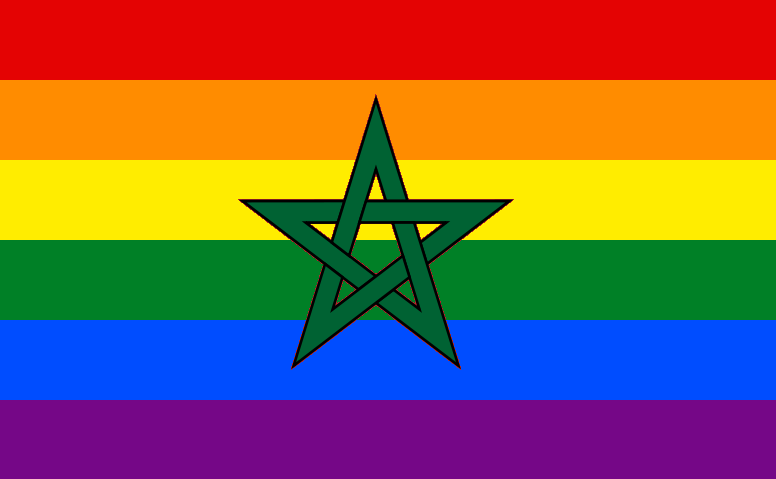

Kifkif («de igual a igual» en árabe) es la única base asociativa de la comunidad LGBT en Marruecos. Establecida en 2004 por activistas homosexuales marroquíes tras las detenciones de Tetuán. En septiembre de 2006, Kifkif solicitó al Ministerio del Interior marroquí su reconocimiento legal como asociación, siendo rechazados todos los intentos. Aunque no está legalizada, mantiene una cierta actividad. El colectivo ha lanzado la revista Mithly y el grupo Menna w Fena, dedicado específicamente a los colectivos de mujeres lesbianas, las personas bisexuales, transexuales o queer.
El Colectivo Aswat, relacionado con la revista LGBT Aswat, es otro grupo que defiende los derechos LGBT en Marruecos.
Desde 2007, el 20 de octubre, los homosexuales marroquíes celebran su día nacional, una especie de orgullo gay, pero con mucha discreción y secretismo o en el extranjero. La fecha conmemora el suicidio de Leila Amrouche, una lesbiana que prefirió la muerte a un matrimonio forzado con el que su familia pretendía curar su homosexualidad.
El 2 de junio, el bajista de Placebo, Stefan Olsdal, durante el festival de música Mawazine, mostró en su torso desnudo el número 489 tachado, en referencia al artículo 489 del código penal, en protesta por la ilegalidad de la homosexualidad. En junio de 2015, Lara Alcázar, portavoz española de Femen, fue detenida, y expulsada de Marruecos. Parece ser que Alcázar iba a formar parte de la protesta realizada por dos militantes de Femen francesas, que el 3 de junio se mostraron en topless y besándose, con mensajes a favor de los derechos LGBT escritos sobre su torso, en la Torre Hasán. Ambas también fueron expulsadas. Al día siguiente, dos hombres se acercaron al mismo lugar, la Torre Hasán, para besarse. Ambos fueron detenidos y se enfrentan a penas de hasta tres años de cárcel. Lahcen y Mohsine, a pesar del apoyo de más de 74.000 personas que recibieron en una petición internacional organizada por el Colectivo Aswat, han recibido una condena de cuatro meses.

## Subcultura LGBT
El rechazo social y legal ha provocado que la homosexualidad masculina se viva de manera oculta. Muchos hombres homosexuales se casan y tienen hijos, mientras que, detrás de la fachada de respetabilidad social, continúan manteniendo encuentros sexuales clandestinos con otros hombres en cafés, cines, clubes nocturnos, hammams, etc. También existen lugares de encuentro en parques públicos.
En las grandes ciudades, Tánger, Casablanca y sobre todo Marraquech, existen algunos lugares de encuentro para homosexuales, conocidos en el ambiente, pero en los que el público está mezclado, homo, bi y heterosexuales, y que son prácticamente indistinguibles de los demás bares, cafés y discotecas. En algunos, los homosexuales reciben incluso alguna protección de agresiones externas.
Internet ha cambiado bastante el panorama LGBT en Marruecos. Se emplean páginas árabes y francesas, como Gaymaroc.net, para hacer amistades y salir del aislamiento.

## Cultura LGBT
Rachid O. ha sido el primer autor en reconocer públicamente su homosexualidad. Sin embargo, la identidad de Rachid O. no se hizo pública y sus libros sólo se publicaron bajo seudónimo en Francia.
El escritor homosexual más conocido es Abdellah Taia, que salió del armario en enero de 2006 en una entrevista en la revista TelQuel, el primero en hacerlo de esta manera. Taia vive autoexiliado en París donde trabaja como periodista. La obra de Taia refleja, aunque no exclusivamente, el hecho de crecer como homosexual en Marruecos durante los años ochenta y años noventa, con un trasfondo autobiográfico.